# Yoshiko Ōta
Yoshiko Ōta (jap. 太田 誉子, Ōta Yoshiko) ist eine frühere japanische Skeletonpilotin.
Yoshiko Ōta war während der 1990er und zu Beginn der 2000er Jahre aktiv. Anfang 1997 bestritt sie in La Plagne ihr erstes Skeleton-Weltcup-Rennen und belegte ebenso den siebten Rang wie im Dezember des Jahres bei ihrem zweiten Rennen an selber Stelle. Es waren zu Beginn der Karriere sofort die besten Resultate in der höchsten Rennserie. Bis 1999 nahm sie regelmäßig am Weltcup teil und belegte abgesehen von einem 16. Rang 1999 in Igls immer Plätze unter den besten 15. In der Gesamtwertung belegte sie zwischen 1996/97 und 1999/2000 immer Plätze unter den besten 20. Bestes Ergebnis war Platz elf in der Saison 1997/98. Ihr letztes internationales Rennen bestritt Ōta in Calgary 2001 im Rahmen des Skeleton-America’s-Cup. National wurde die Japanerin 1999 hinter Mikiko Yoshioka Vizemeisterin, 1998 und 2000 gewann sie die Bronzemedaillen.